# جيك توماس
جيك توماس (بالإنجليزية: Jake Thomas)‏ (و. 1990 – م) هو ممثل، وممثل تلفزيوني، من الولايات المتحدة الأمريكية، ولد في نوكسفيل.

## وصلات خارجية
- جيك توماس على موقع IMDb (الإنجليزية)
- جيك توماس على موقع ألو سيني (الفرنسية)
- جيك توماس على موقع أول موفي (الإنجليزية)
- جيك توماس على موقع قاعدة بيانات الأفلام السويدية (السويدية)
- جيك توماس على موقع إن إن دي بي (الإنجليزية)
- جيك توماس على موقع قاعدة بيانات الفيلم (الإنجليزية)
- جيك توماس على موقع كينوبويسك (الروسية)